# Lil' Troy
Lil' Troy, pseudonimo di Troy Birklett (Houston, 24 febbraio 1966), è un rapper statunitense.
Birklett era uno spacciatore di successo, riuscito a finanziare il proprio debutto musicale grazie ai proventi della droga. Successivamente viene condannato a 18 mesi di carcere, scontandone però solo 9 nella prigione federale del Texas.
Lil' Troy, con diverse collaborazioni, ha contribuito a far conoscere al grande pubblico molti rapper di Houston. Nei tardi anni novanta il suo singolo Wanna Be a Baller, prodotto da Bruce "Grim" Rhodes, raggiunge la posizione numero 70 nella Billboard Hot 100 e fa da trampolino per il suo album di debutto Sittin' Fat Down South, che entra nella Top 25 della Billboard 200.
Nel 1999 la Universal, interessata a distribuirlo a livello nazionale, compra i diritti del suo album di debutto. L'album ha un enorme successo e vince un Disco di Platino, vendendo un milione e mezzo di copie.
Nel corso della sua carriera ha pubblicato altri due album: Back to Ballin nel 2001 e Paperwork nel 2006.
Lil' Troy è anche comproprietario e gestore del club The orbit room, noto per essere frequentato da musicisti, in particolare rapper di Houston.

## Discografia
- 1999 Sittin' Fat Down South
- 2001 Back to Ballin
- 2006 Paperwork